# Instituto Brasileiro de Mercado de Capitais
O Instituto Brasileiro de Mercado de Capitais (IBMEC), também conhecido como Instituto IBMEC, foi uma organização brasileira sem fins lucrativos criada no Rio de Janeiro, em maio de 1970, pela antiga Bolsa de Valores do Rio de Janeiro (BVRJ). Teve suas atividades encerradas em 2017 e, em 2018, Thomás Tosta de Sá e outros fundaram o Comitê para o Desenvolvimento do Mercado de Capitais (CODEMEC), em continuidade às atividades da organização anterior.
Era independente frente à BVRJ e detinha duas finalidades: divulgação e fomento do mercado de capitais no Brasil e provimento de capacitação técnica. O conselho de administração foi composto por personalidades do cenário econômico brasileiro. Sobre a finalidade da divulgação e fomento, destacou-se a Revista brasileira de mercado de capitais dentre projetos, estudos, pesquisas e outras publicações. Quanto à capacitação, foram oferecidos cursos variados, incluindo de pós-graduação a (primeiro MBA em finanças no Brasil) e de graduação.
A partir de 1999 as atividades educacionais, por questões tributárias, deu causa a uma cisão, em que o Instituto restringiu-se à primeira finalidade. Assim, foram criadas as Faculdades Ibmec, mantidas pela Ibmec Educacional S/A e sem vínculos com o instituto.